# Højesteret
 For alternative betydninger, se Højesteret (flertydig). (Se også artikler, som begynder med Højesteret)
Højesteret er Kongeriget Danmarks højeste domstol og sidste appelinstans. Den er beliggende på Christiansborg i København.
Eftersom retten er en appelinstans, behandler den normalt kun domme og kendelser, som er afsagt af en landsret eller Sø- og Handelsretten. Hvis en sag er begyndt i en byret og efterfølgende appelleret og afgjort i en landsret, kræver appel til Højesteret en såkaldt tredjeinstansbevilling. Er en forening imidlertid blevet tvangsopløst, garanterer Grundloven, at sagen kan prøves ved Højesteret. Tredjeinstansbevillinger gives ikke af Højesteret selv, men af Procesbevillingsnævnet, ud fra en vurdering af sagens principielle betydning.
Fra den 1. januar 2010 kan Grønlands Landsrets afgørelser med Procesbevillingsnævnets tilladelse ligeledes appelleres til Højesteret, hvor de før kunne ankes til Østre Landsret. Retten på Færøernes domme i nævningesager ankes til Højesteret. Afgørelser fra Færøernes Overlandvæsenskommission og Overudskiftningskommissionen kan appelleres til Højesteret i et vist omfang.
I lighed med de øvrige almindelige domstole, hører Højesteret både civile og straffesager. I straffesager kan Højesteret dog ikke tage stilling til bedømmelsen af beviserne i sagen, men kan alene tage stilling til sagsbehandling (formalitetsfejl), strafudmålingen og anvendelsen af lovgivningen.

## Historie og bygning
Højesteret blev oprettet af Frederik 3. i 1661. Den har fra siden sin oprettelse været beliggende på de forskellige slotte, der har ligget på Slotsholmen i København: Københavns Slot, samt det første, andet og tredje Christiansborg Slot. Dens nuværende lokaliteter er opført af Thorvald Jørgensen med genbrug af bygningsdele fra det andet Christiansborg. Højesteret har sin hovedindgang i Prins Jørgens Gård, og her har man genbrugt indgangspartiet fra Kongeporten på det tidligere slot, som dog nu er blevet løftet op til en placering for enden af indgangstrappen.

## Dommere
Højesteretsdommere beskikkes af regenten efter indstilling fra justitsministeren efter indstilling fra Dommerudnævnelsesrådet efter indstilling fra Højesteret. For at blive udnævnt, skal man have en juridisk kandidateksamen og bestå en prøve, hvor man deltager i voteringen som prøvevoterende i fire sager i Højesteret. Dommere pensioneres ved udgangen af den måned, hvor de fylder 70 år jf. tjenestemandsloven § 34 stk. 2.
Ifølge retsplejeloven § 2 består Højesteret af 16 dommere, hvoraf en besidder posten som præsident for Højesteret (i øjeblikket Jens Peter Christensen). Imidlertid er der i medfør af tekstanmærkninger på finansloven udpeget yderligere dommere. Pr. 22. februar 2023 er der 17 højesteretsdommere. Udover de 17 er højesteretsdommer Lars Bay Larsen på orlov som den danske dommer ved EU-Domstolen. De 15 længstsiddende er tillige medlemmer af Rigsretten.

### Liste over nuværende højesteretsdommere
Højesteretsdommere pr. oktober 2024:
| Navn                     | Født               | Tiltrådt | Fratræder senest | Bemærkninger                                                                            |
| ------------------------ | ------------------ | -------- | ---------------- | --------------------------------------------------------------------------------------- |
| Jens Peter Christensen   | 1. november 1956   | 2006     |                  | Højesteretspræsident                                                                    |
| Poul Dahl Jensen         | 21. juni 1956      | 2004     |                  |                                                                                         |
| Michael Rekling          | 18. februar 1958   | 2007     |                  |                                                                                         |
| Hanne Schmidt            | 9. marts 1960      | 2009     |                  |                                                                                         |
| Lars Hjortnæs            | 16. september 1960 | 2010     |                  |                                                                                         |
| Oliver Talevski          | 28. marts 1964     | 2011     |                  |                                                                                         |
| Jan Schans Christensen   | 15. august 1957    | 2012     |                  |                                                                                         |
| Kurt Rasmussen           | 07. juli 1958      | 2013     |                  |                                                                                         |
| Jens Kruse Mikkelsen     | 23. juli 1965      | 2013     |                  |                                                                                         |
| Lars Apostoli            | 16. februar 1961   | 2014     |                  |                                                                                         |
| Kristian Korfits Nielsen | 4. april 1968      | 2017     |                  |                                                                                         |
| Jørgen Steen Sørensen    | 21. april 1965     | 2019     |                  |                                                                                         |
| Ole Hasselgaard          | 3. april 1967      | 2021     |                  |                                                                                         |
| Rikke Foersom            | 13. november 1974  | 2021     |                  |                                                                                         |
| Søren Højgaard Mørup     | 8. april 1973      | 2022     |                  |                                                                                         |
| Peter Mørk Thomsen       | 29. januar 1974    | 2023     |                  |                                                                                         |
| Julie Arnth Jørgensen    | 1976               | 2023     |                  |                                                                                         |
| Mohammad Ahsan           | 25. december 1970  | 2023     |                  |                                                                                         |
| Anne Louise Bormann      | 25. august 1967    | 2016     |                  | Orlov siden 2023 (dommer ved Den Europæiske Menneskerettighedsdomstol siden april 2023) |
| Lars Bay Larsen          |                    | 2003     |                  | Orlov siden 2006 (dommer ved Den Europæiske Unions Domstol siden den 11. januar 2006).  |

## Præsidenter
I perioden 1674-1758 fandtes der både en "øverste tilforordnede" og en justitiarius for Højesteret. Rigskansleren i Danske Kancelli var født "øverste tilforordnede" indtil 1730, hvorefter kanslerembedet stod ubesat. Embedet som justitiarius blev indført 1674, og i 1919 blev titlen ændret til præsident.

### Øverste tilforordnede
- 1661-1674 Peder Reedtz
- 1674-1676 Peder Schumacher Griffenfeld
- 1676-1686 Frederik Ahlefeldt
- 1686-1690 Michael Vibe
- 1690-1708 Conrad Reventlow
- (1708-1719 Caspar Schøller)
- 1720-1721 Frederik Rostgaard
- 1721-1730 Ulrik Adolf Holstein
- 1730-1740 Iver Rosenkrantz
- 1740-1748 Johan Ludvig Holstein
- 1748-1758 Claus Reventlow

### Justitiarii (indtil 1919)
- 1674-1676 Otto Pogwisch
- 1676-1679 Ove Juul
- 1679-1683 Holger Vind
- 1683-1690 Michael Vibe
- 1690-1704 Willum Worm
- 1705-1719 Caspar Schøller
- 1720-1721 Frederik Rostgaard
- 1721-1726 Christian Scavenius
- 1726-1736 Christian Braem
- 1736-1737 Thomas Bartholin den yngste
- 1737-1743 Didrik Seckman
- 1743-1758 Oluf Borch de Schouboe
- 1758-1763 Hans Frederik von Levetzau
- 1763-1765 Caspar Christopher Bartholin (konstitueret)
- 1765-1769 Mogens Rosenkrantz
- 1769-1769 Villum Berregaard
- 1769-1776 Jens Krag-Juel-Vind
- 1776-1780 Henrik Hielmstierne
- 1780-1782 Peder Rosenørn
- 1782-1788 Adolph Sigfried von der Osten
- 1788-1789 Jørgen Erik Skeel
- 1790-1794 Christian Urne
- 1794-1799 Stephan Hofgaard Cordsen (første borgerlige justitiarius)
- 1799-1802 Jacob Edvard Colbiørnsen
- 1802-1804 Frederik Julius Kaas
- 1804-1814 Christian Colbiørnsen
- 1815-1822 Peter Feddersen
- 1822-1843 Anker Vilhelm Frederik Bornemann
- 1843-1856 Frederik von Lowzow
- 1856-1856 Johannes Ephraim Larsen
- 1856-1861 Peter Georg Bang
- 1861-1861 Anton Wilhelm Scheel (konstitueret)
- 1861-1871 Christian Michael Rottbøll
- 1871-1880 Charles Ferdinand Léonard Mourier
- 1880-1897 P.C.N. Buch
- 1897-1907 Peter Frederik Koch
- 1907-1909 C.C.V. Nyholm
- 1909-1915 Niels Lassen
- 1915-1918 Edvard Hvidt
- 1918-1919 Richard Severin Gram (oprindelig titel var justitiarius, men blev ændret til præsident i 1919)

### Præsidenter (siden 1919)
- 1919-1928: Richard Severin Gram (oprindelig titel var justitiarius, men blev ændret til præsident i 1919)
- 1928-1936: Cosmus Meyer
- 1936-1944: Troels G. Jørgensen
- 1944-1953: Thomas Frølund
- 1953-1958: Asbjørn Drachmann Bentzon
- 1958-1964: Otto Irminger Kaarsberg
- 1964-1971: Aage Lorenzen
- 1971-1975: Jørgen Trolle
- 1975-1981: Mogens Hvidt
- 1981-1990: Peter Christensen
- 1990-2001: Niels Pontoppidan
- 2001-2004: Jacques Hermann
- 2004-2010: Torben Melchior
- 2010-2014: Børge Dahl
- 2014-2017: Poul Søgaard
- 2017-2022: Thomas Rørdam
- Fra 2022: Jens Peter Christensen[5]